# カール・フォン・オシエツキー
カール・フォン・オシエツキー（Carl von Ossietzky [ɔˈsi̯ɛt͜ski] 発音、1889年10月3日 - 1938年5月4日）は、ドイツのジャーナリスト、平和運動家、1935年のノーベル平和賞受賞者。

## 人物

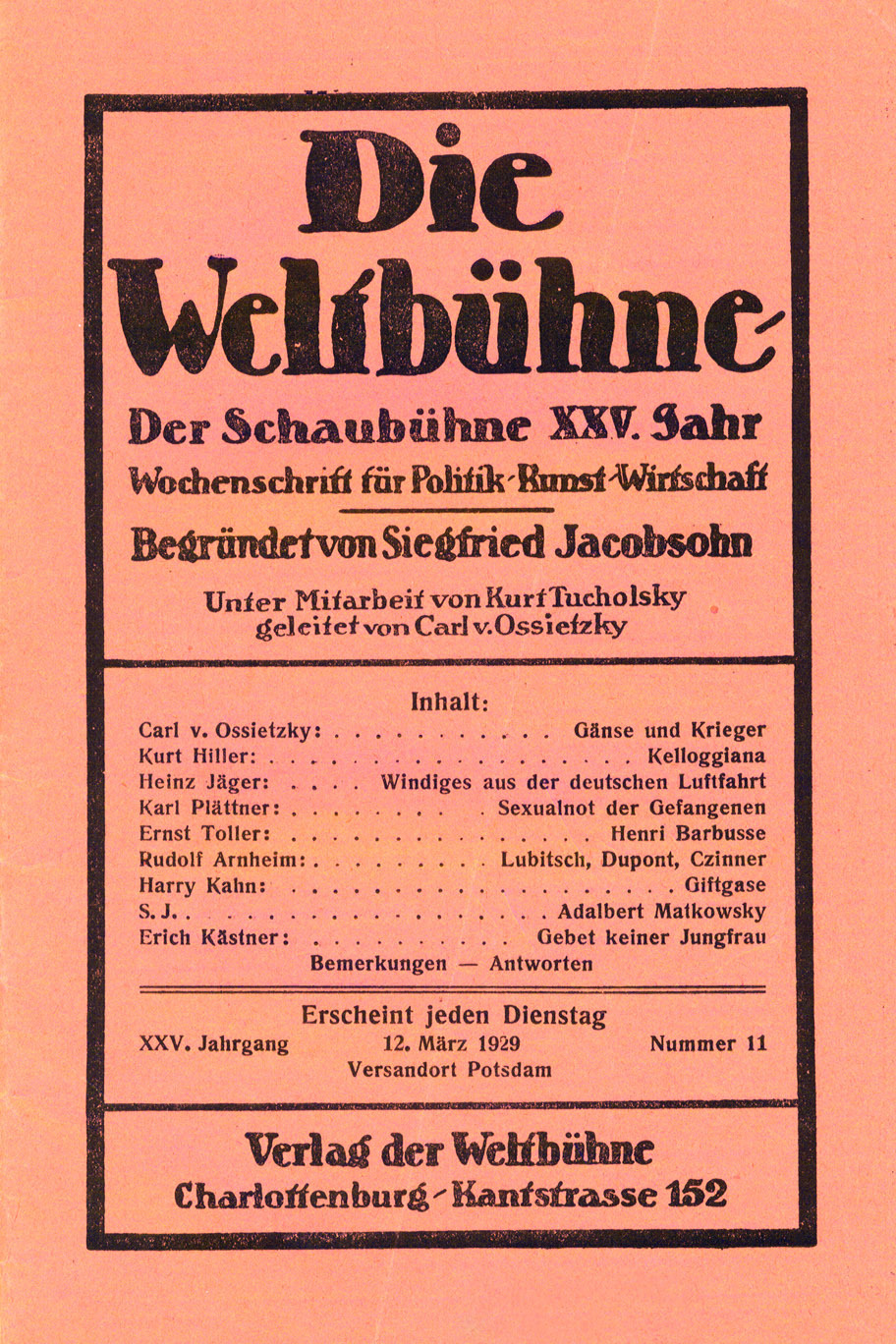
Weltbühneの表紙。1929年3月12日号。

1889年10月3日、ドイツのハンブルクで生まれた。ドイツ平和協会に関わり、第一次世界大戦後に同協会の書記をつとめた。戦間期においても積極的に反戦運動を展開し、1927年に雑誌『世界展望(Die Weltbühne)』を創刊した。1931年、オシエツキーはこの誌上において、ドイツの軍隊がヴェルサイユ条約に違反して軍備を拡張する準備を進めていることを、ドイツ空軍について公にした。オシエツキーはこの一件で反逆罪に問われ、18ヶ月の自由刑を宣告された（無罪となったとすることもある）。

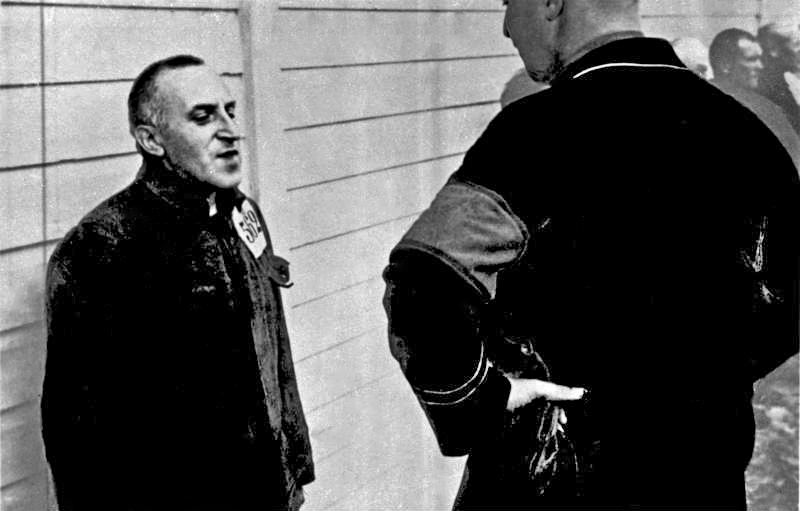
強制収容所におけるオシエツキー。1934年。

アドルフ・ヒトラー率いる国家社会主義ドイツ労働者党（ナチス）が政権を掌握する1933年、ドイツ国会議事堂放火事件が起きた後はゲシュタポによってベルリンのシュパンダウ刑務所で「保護拘置」（予防拘禁）にされたのち、エスターヴェーゲン強制収容所に送られている。
1936年のベルリンオリンピックの前に、病気を理由として強制収容所から釈放され、前年に受賞が決定していたノーベル平和賞を改めて受賞した。これにはナチズム批判の明確な意図があったため、ヒトラー政権はその後ドイツ人がノーベル賞を受け取ることを禁止した。1973年10月18日の天声人語（朝日新聞東京本社版。深代惇郎執筆。）によると、彼はゲシュタポ立ち会いのもと受賞にあたって「軍備競争は狂気だ」と自身の信念を述べた。
1938年5月4日、拘留中にかかった結核で没した。48歳没。後に、本人の名を冠した平和賞が国際人権連盟によって創設された。
オシエツキーの受賞後、ヒトラー政権は意趣返しとばかりに平和賞に代わるドイツ芸術科学国家賞を創設した。また、ノルウェー侵略及び同国の征服後には、その腹いせにノルウェー・ノーベル委員会の委員全員を逮捕したという。
オシエツキー以後、刑務所に入れられる、あるいは軟禁状態にあるなど、身体を拘束されている最中にノーベル平和賞の授与が決まった人物には、1991年に受賞したアウンサンスーチーと2010年に受賞した劉暁波と2022年に受賞したアレシ・ビャリャツキがいる。